# Sort Vokter
Sort Vokter var et norsk black metal-band, stiftet i 1994. Bandet er kendt som værende Ildjarn-Nidhoggs sideprojekt. Alle bandets medlemmer deltes om instrumenterne (bortset fra trommerne, som var computerprogrammerede), således at ingen spillede et instrument fast, men at man byttede fra nummer til nummer. Indspilningerne til bandets eneste album blev foretaget mens alle bandets medlemmer – på nær Ildjarn – var høje på THC.

## Medlemmer
- Ildjarn
- Nidhogg – vokal
- Tvigygre
- Heiinghund

## Diskografi

### Studiealbum
- 1996: Folkloric Necro Metal

## Fodnoter
1. ↑  Sort Vokter på Encyclopaedia Metallum
2. ↑  Folkloric Necro Metal på Encyclopedia Metallum